# Caudron R.4
Caudron R.4 là một loại máy bay trinh sát của Pháp trong Chiến tranh thế giới I.

## Quốc gia sử dụng
Pháp

## Tính năng kỹ chiến thuật
Đặc điểm tổng quát
- Kíp lái: 3
- Chiều dài: 11,80 m (38 ft 9 in)
- Sải cánh: 21,10 m (69 ft 3 in)
- Chiều cao: 3,20 m (10 ft 6 in)
- Diện tích cánh: 70,0 m2 (754 ft2)
- Trọng lượng rỗng: 1.710 kg (3.770 lb)
- Trọng lượng có tải: 2.330 kg (5.137 lb)
- Powerplant: 2 × Renault 12Db, 97 kW (130 hp) mỗi chiêc

Hiệu suất bay
- Vận tốc cực đại: 136 km/h (85 mph)
- Thời gian bay: 3 giờ  0 phút
- Trần bay: 4.600 m (15.090 ft)
- Vận tốc lên cao: 1,9 m/s (374 ft/phút)

Vũ khí trang bị
- 4 × súng máy Lewis.303
- 100 kg (220 lb) bom